# 세르지우 루이스 코고
세르지우 루이스 코고(영어: Sergio Luis Cogo , 1960년 9월 28일 ~ )는 브라질 출신의 축구 선수이다. K리그에서 등록명은 세르지오를 사용하였으며 미드필더로 활약하였다. 당시 포항제철의 원료 공급사였던 브라질 CRVD 회사의 배려로 포항제철 돌핀스 (현 포항 스틸러스)에 1983년 5월에 입단하여 1983 시즌 한 시즌 동안 시즌 통산 2경기 0득점-0도움 (정규리그 2경기 0득점-0도움)의 기록을 남겼다. 세르지오와 호세는 K리그 최초의 외국인 선수이다.